# Domina Noctis
Domina Noctis est un groupe de metal gothique italien.

## Biographie
Le groupe est initialement formé en 1998 par Asher (guitare) et Edera (chant), qui composeront quelques chansons aux penchants gothiques à l'automne la même année, sous le nom de The Moontower.
Ce n'est qu'en 2001 que le groupe se stabilise et se baptise Domina Noctis. Deux ans après, le groupe sort une démo intitulée Nevermore au label indépendant Eigen beheer. En 2005, Domina Noctis est sacré troisième meilleur nouveau groupe au magazine italien RockHard.
Le groupe participe à l'événement musical Italian Gothic Fest de Milan en 2006, au Dark Fest et à l'Ultimate Gothic Night en 2007, avec des groupes comme Labyrinth, Macbeth, Theatres des Vampires et Lord Vampyr's Shadowsreign. Ils effectuent aussi une tournée en Russie en novembre 2006, avec le groupe local Dark Princess. En mars 2009, le groupe publie son deuxième album studio, Second Rose au label Black Fading Records,.

## Membres
- Edera - chant
- Asher - guitare
- Azog - basse
- Ruyen - synthétiseur, piano
- Niko - batterie

## Discographie
- 2003 : Nevermore (démo)
- 2005 : Nocturnalight
- 2008 : Second Rose
- 2013 : Migration of Souls